# Acerentomon condei
Acerentomon condei är en urinsektsart som beskrevs av Josef Nosek och Romano Dallai 1982. Acerentomon condei ingår i släktet Acerentomon och familjen lönntrevfotingar. Inga underarter finns listade i Catalogue of Life.